# Jüri Tarmak
Jüri Tarmak (21. července 1946, Tallinn – 22. června 2022) byl sovětský atlet estonské národnosti, který se specializoval na skok do výšky.
První úspěch zaznamenal v roce 1971 na halovém ME v Sofii, kde získal stříbrnou medaili. Vítězem se stal maďarský výškař István Major. O rok později vybojoval bronz na halovém mistrovství Evropy ve francouzském Grenoble, kde skočil 222 cm. Největšího, avšak zároveň posledního úspěchu dosáhl na letních olympijských hrách v Mnichově v roce 1972. Ve finále překonal jako jediný výšku 223 cm a získal zlatou olympijskou medaili. Stříbro získal Stefan Junge z NDR a bronz Američan Dwight Stones. Oba překonali 221 cm, Junge však měl lepší technický zápis.
Studoval Státní univerzitu v Petrohradě (tehdy Leningrad). V roce 1972 byl vyznamenán Řádem Odznaku cti.